# Jan Kulikowski
Jan Kulikowskii herbu Drogomir (ur. w Korowińczykach i ochrzczony 10 lutego 1799 w Cudnowie, zm. 21 czerwca 1864 w Żytomierzu) – polski duchowny, teolog i pedagog, profesor Liceum Krzemienieckiego.

## Życiorys
Jan Kulikowski pochodził z polskiej rodziny szlacheckiej zamieszkującej powiat żytomierski. Był synem Daniela i Zofii z Grabowskich Szaciło Kulikowskich. Po uzyskaniu tytułu magistra teologii został proboszczem cudnowskim, a następnie kanonikiem katedralnym łuckim. W 1825 roku zastąpił ks. Bazylego Bożydara Sobkiewicza na stanowisku kapelana i nauczyciela religii w Liceum Krzemienieckim, które od 1818 roku posiadało rangę uczelni akademickiej. Jednocześnie stał się członkiem kadry naukowej zbierającej tak wyśmienitych pedagogów jak Euzebiusz Słowacki, Joachim Lelewel i Aleksander Mickiewicz.
Program Liceum Krzemienieckiego, oparty na założeniach sprecyzowanych przez Towarzystwo Przyjaciół Nauk, miał na celu wszechstronny rozwój intelektualny, moralny, kulturalny i obywatelski uczniów. Ważną częścią tego programu była nauka religii uznawana za podwalinę moralną absolwentów i czynnik wzmacniający patriotyzm uczniów, którzy w większości byli pochodzenia polskiego.
W 1828 roku w Poczajowie opublikowano napisany przez Kulikowskiego „Katechizm początkowy dla młodzi Chrześcianskiey Rzymsko-Katolickiego Kościoła”.
Jan Kulikowski pracował na stanowisku profesora Liceum aż do jego likwidacji w 1831 roku. Od 1832 roku był związany z Żytomierzem jako nauczyciel religii w gimnazjum żytomierskim oraz rektor seminarium żytomierskiego.
Kulikowski jest uznawany za jednego z najważniejszych kaznodziei i pedagogów XIX w. zasłużonych dla utrzymania polskości Kresów południowo-wschodnich, a jako duchowny, pisarz i pedagog był uwzględniany w najważniejszych dziewiętnastowiecznych encyklopediach i antologiach.